# Lorenz Spengler
Lorenz Spengler (Sciaffusa, 22 settembre 1720 – Copenaghen, 20 dicembre 1807) è stato uno scultore, naturalista e concologo danese.

## Biografia
Lorenz Spengler è stato uno scultore, principalmente di ambra e avorio, e naturalista, nativo della Svizzera, che ha vissuto in Danimarca.
Ha imparato il mestiere presso John Martin Teuber a Ratisbona dal 1734 al 1739, dopo di che è tornato in Svizzera, a Berna e Sciaffusa,  dove visse fino al 1742. Nel 1743 si trasferisce in Inghilterra, dove incontra l'artista tedesco Marcus Tuscher e Johann Lorenz Natter, trasferendosi lo stesso anno a Copenaghen, dove lavorò come artista scultore fino al 1745. Divenne precettore dei principi Cristiano VI di Danimarca e poi di Federico V di Danimarca nell'arte della scultura.
Molti dei suoi pezzi d'ambra erano basati su disegni di Tuscher. Diversi lavori in ambra sono stati persi, ma molti altri sono conservati nel Castello di Rosenborg, nel capoluogo danese.
Al Rosenborg sono alcune delle migliori opere di Spengler, tra tazze di uova di struzzo, avorio e ambra. Il pezzo principale è un lampadario di ambra, costituito da un disegno di Marcus Tuscher. La corona è a forma di lampadario di cristallo e testimonia che la Corte danese ha continuato a utilizzare l'ambra, molto tempo dopo che era uscita di moda in altre corti europee.
Dal 1771 fu a capo della Camera Reale delle Arti (Det Kongelige Kunstkammer), incarico che mantenne sino alla sua morte nel 1807, una posizione che in seguito ricoprì suo figlio Johan Conrad Spengler. Spengler era anche un noto concologo e naturalista del tempo. Come naturalista, era un membro della Reale Accademia delle Scienze e Letteratura di Danimarca. Parti della sua vasta collezione di conchiglie, le collezioni d'arte e dipinti furono poi acquisite dallo Stato.

## Opere
- 1790. Beskrivelse og Oplysning over den hidindtil lidet udarbeidede Sloege af Mangeskallede Konchylier, som Linnæus har kaldet Lepas, med tilsøiede nye og ubeskrevne Urter. Skrivter af Naturhistorie-Selskabet 1:158—212.